# Valentino (Unternehmen)
Die Valentino S.p.A. ist ein italienisches Modeunternehmen, das 1960 von dem italienischen Modedesigner Valentino Garavani gegründet wurde.
Die Marke Valentino ist mit Haute Couture Mode für Damen, Konfektionskleidung für Damen und Herren, Accessoires, Lederwaren, Uhren, Schmuck und Parfüms im oberen Preissegment angesiedelt.
Das Unternehmen ist Teil der 2005 gegründeten Valentino Fashion Group, die wiederum seit 2012 über die Beteiligungsgesellschaft Mayhoola for Investments der Herrscherfamilie Al Thani von Katar gehört.

## Unternehmensgeschichte

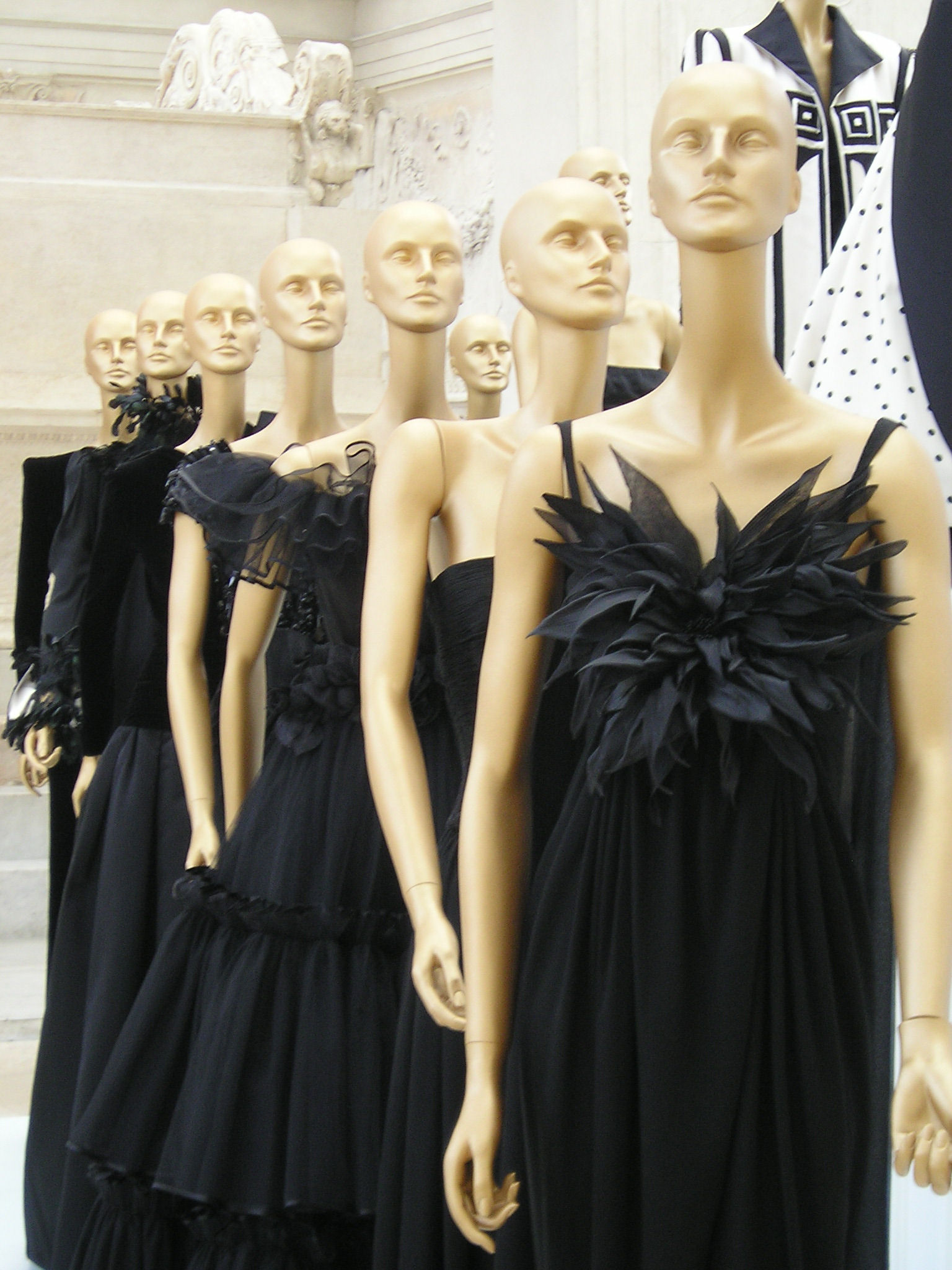
Haute-Couture-Kleider von Valentino in einer Retrospektive

Die Valentino SpA wurde 1960 von Modeschöpfer Valentino Garavani (* 1932) und dessen Geschäfts- und zeitweiligem Lebenspartner Giancarlo Giammetti in Rom gegründet, nachdem Valentino ab 1959 beim Aufbau eines eigenen Unternehmens in finanzielle Schwierigkeiten geraten war. Valentino hatte die École de la Chambre Syndicale de la Couture Parisienne absolviert, eine Modeschule des Pariser Haute Couture Verbandes, und stellte ab 1962 mit Billigung des Verbandes Haute Couture Damen-Mode im obersten Preissegment her. Garavani war im Unternehmen für das kreative Design verantwortlich, Giammetti fungierte als Geschäftsführer. Mit einer Modenschau auf der Pitti-Modemesse in Florenz begann 1962 der internationale Erfolg des Designers und der Marke Valentino.
Valentino-Damenmode stand von Anfang an für höchste Eleganz und exklusiven Stil, womit die Marke bei prominenten Persönlichkeiten großen Anklang fand. Internationale Stars und Prominente wie Audrey Hepburn, Elizabeth Taylor, Sophia Loren, Lady Diana, Königin Paola von Belgien, Farah Diba, Prinzessin Margaret, Ornella Muti, Jacqueline Kennedy oder auch Sharon Stone waren in den Folgejahren bekennende Valentino-Fans und Freunde des Designers. Spätestens als Jackie Kennedy in den USA ab 1964 öffentlichkeitswirksam Valentino-Mode trug, waren die Marke Valentino und der Designer im internationalen Jet Set etabliert. Auch bei den jährlichen Oscar-Verleihungen in Hollywood war Valentino-Mode werbewirksam auf dem roten Teppich vertreten.
Valentino bevorzugte ein schlichtes, elegantes Design – gerne in den Uni-Farben weiß, schwarz oder rot. Hierfür kreierte er eigens das strahlend-kräftige 'Valentino-Rot'. Erkennungszeichen für Valentino-Mode waren bspw. hochelegante Abendroben aus zarten Stoffen in schlanken Silhouetten, wallende Kleiderschleppen, der Einsatz von hochwertigen Pelzen sowie aufwendige Ausstattungen mit Perlen- und Paillettenstickereien, mit goldener Spitze oder Silberverzierungen. Anregungen zu seiner modischen Stilsprache und seinem Design holte sich der Modeschöpfer aus Werken der Bildenden Kunst. 1990 gründete er zudem die Accademia Valentino in Rom, die der italienischen Kunst gewidmet ist.
Bereits in den späten 1960er Jahren wurde ein großes 'V' zum offiziellen Valentino-Logo. Ab 1966 hielt das Haus Valentino seine Modenschauen im Rahmen der Alta Moda Schauen in Rom ab. 1969 wurde eine Prêt-à-porter-Damenlinie etabliert, 1972 folgte eine Herren-Modelinie. Ab 1975 wurde die Valentino-Damenmode bei den Pariser Modenschauen gezeigt. 1977 kam das erste Damen-Parfüm des Hauses unter dem Namen Valentino heraus. Weitere Parfüms folgten erst ab den 1990er Jahren; seither sind zahlreiche, auch für Herren, erschienen. 2011 wurde das Damen-Parfüm Valentina lanciert, das in den Folgejahren auch in Variationen (Assoluto, Blush, Pink etc.) auf den Markt kam. Frühere Düfte des Hauses wurden eingestellt. 2014 und 2015 brachte Valentino die Parfüms Uomo für Herren und Donna für Damen in Flakons im Nieten-Design heraus, welche in den Folgejahren ebenso um Variations-Düfte ergänzt wurden (Intense, Acqua, Noir absolu etc.). 
Im Laufe der Jahre kamen im Modebereich zahlreiche Zweit- und Nebenlinien zum Valentino-Portfolio hinzu, wovon die meisten allerdings schließlich wieder eingestellt wurden. Die Herrenmode wurde schließlich bei den Mailänder Modewochen vorgeführt. Die Marke Valentino hatte sich zu einem internationalen Mode-Imperium entwickelt.
1998 verkaufte Valentino sein Unternehmen an den italienischen Gemischtwarenkonzern HdP (Holding di Partecipazioni Industriali), dessen Tochtergesellschaft GFT bereits seit Jahren Lizenzpartner von Valentino gewesen war, für eine Summe von 270 Millionen Euro. Valentino unterschrieb allerdings zusätzlich einen Fünfjahresvertrag als Berater und blieb damit Chefdesigner des Hauses. Im Jahr 2001 rutschte die Modemarke Valentino jedoch in die Verlustzone. 2002 übernahm die italienische Marzotto-Gruppe das Unternehmen Valentino von HdP für 240 Millionen Euro (wovon 204 Millionen Euro Verbindlichkeiten waren; der Kaufpreis betrug lediglich 36 Millionen Euro) und gründete 2005 die Valentino Fashion Group. Valentinos Vertrag wurde um weitere fünf Jahre verlängert. Im Oktober 2007 kündigte Valentino Garavani für Januar 2008 seinen Rückzug aus dem Unternehmen an, nachdem die britische Beteiligungsgesellschaft Permira Mitte 2007 die Mehrheit an der Valentino Fashion Group erworben hatte und sein Vertrag als Designer für die Marke Valentino nicht verlängert worden war. Die Haute Couture Schau im Januar 2008 in Paris war der bislang letzte Auftritt von Valentino Garavani am Ende einer seiner Modenschauen.
Die Valentino Fashion Group hat ihren Firmensitz in Mailand, die Zentrale und das Atelier des Modehauses Valentino sind in Rom im Palazzo Gabrielli-Mignanelli an der Piazza di Spagna angesiedelt.
Permira setzte im Frühjahr 2008 die italienische Modedesignerin Alessandra Facchinetti – zuvor Designerin bei Miu Miu, Gucci und Moncler – als Valentinos Nachfolgerin ein, leitete tiefgreifende Umstrukturierungen ein und stellte einige Marken innerhalb des Valentino-Portfolios ein. Bereits im Oktober 2008, nach nur zwei Prêt-à-porter- und einer Haute Couture Modenschau, wurde Facchinetti, die bei ihren Kreationen versucht hatte, eigene Wege zu gehen, durch das Design-Duo Maria Grazia Chiuri und Pierpaolo Piccioli – beides langjährige Valentino-Mitarbeiter und -Vertraute – ersetzt. Valentino selbst und Giammetti begrüßten diese Personal-Entscheidung in der Presse. Seither wurden die Kollektionen im Stile des Firmengründers fortgesetzt. Valentino selbst und Giancarlo Giammetti erscheinen seither bei Valentino-Modenschauen bisweilen als geladene Gäste in der ersten Reihe. Die ab 2007 etwas vernachlässigte Herrenmode-Linie – Permira hatte alle Unterkollektionen der Valentino-Herrenmode bis auf die Hauptlinie eingestellt – wurde unter Chiuri und Piccioli 2010 wiederbelebt. Im Januar und Juni 2012 war die Marke Valentino mit der Herren-Kollektion Star-Gast auf der Pitti Immagine Modemesse in Florenz. Anfang Juli 2016 wechselte Chiuri als Kreativdirektorin der Damenmodesparte zu Dior. Bis März 2024 war Piccioli alleiniger Chefdesigner bei Valentino, seine Nachfolge trat im April 2024 der vormalige Gucci-Kreativdirektor Alessandro Michele an.
Mitte 2012 kaufte die Königsfamilie von Katar über das Finanzunternehmen Mayhoola, das zum Staatsfonds Qatar Investment Authority (QIA) gehört, die Valentino Fashion Group, und damit die Marke Valentino, von Permira für geschätzte 700 Millionen Euro. Die QIA ist überdies seit 2010 im Besitz des britischen Edelkaufhauses Harrods und hält unter anderem Beteiligungen an Tiffany & Co. und Louis Vuitton sowie an Volkswagen etc.
Am 27. Juli 2023 wurde bekannt, dass Kering 30 % der Anteile des Unternehmens erworben hat, mit einer Option auf 100 % bis 2028.

## Kennzahlen
Das Unternehmen unterhielt 2011 weltweit etwa 110 Valentino-Boutiquen, wovon 67 in Eigenregie betrieben wurden und die übrigen an Franchising-Partner vergeben waren. In den deutschsprachigen Ländern bestehen in Berlin, München, Wien, Zürich und Genf Valentino-Geschäfte. Showrooms unterhält das Unternehmen in Mailand, Rom, Paris, New York City und Tokio.
Zwischen 2010 und 2014 konnte die Valentino SpA ihren Umsatz mehr als verdoppeln; 2014 lag dieser bei 664 Millionen Euro (Ebitda 102 Millionen Euro). 30 % davon gingen auf die Damenmode zurück, 50 % auf Accessoires, und 20 % wurden durch Herrenmode und die Damen-Zweitlinie RED Valentino erwirtschaftet. 2014 wurden weltweit 30 neue Ladengeschäfte eröffnet; ebenso viele Eröffnungen sind für 2015 geplant. Im April 2005 wurde auf der Piazza di Spagna in Rom, unweit der Valentino-Zentrale, auf ca. 1.500 m² und drei Etagen der bislang größte Valentino-Flagshipstore eröffnet.

## Modelinien

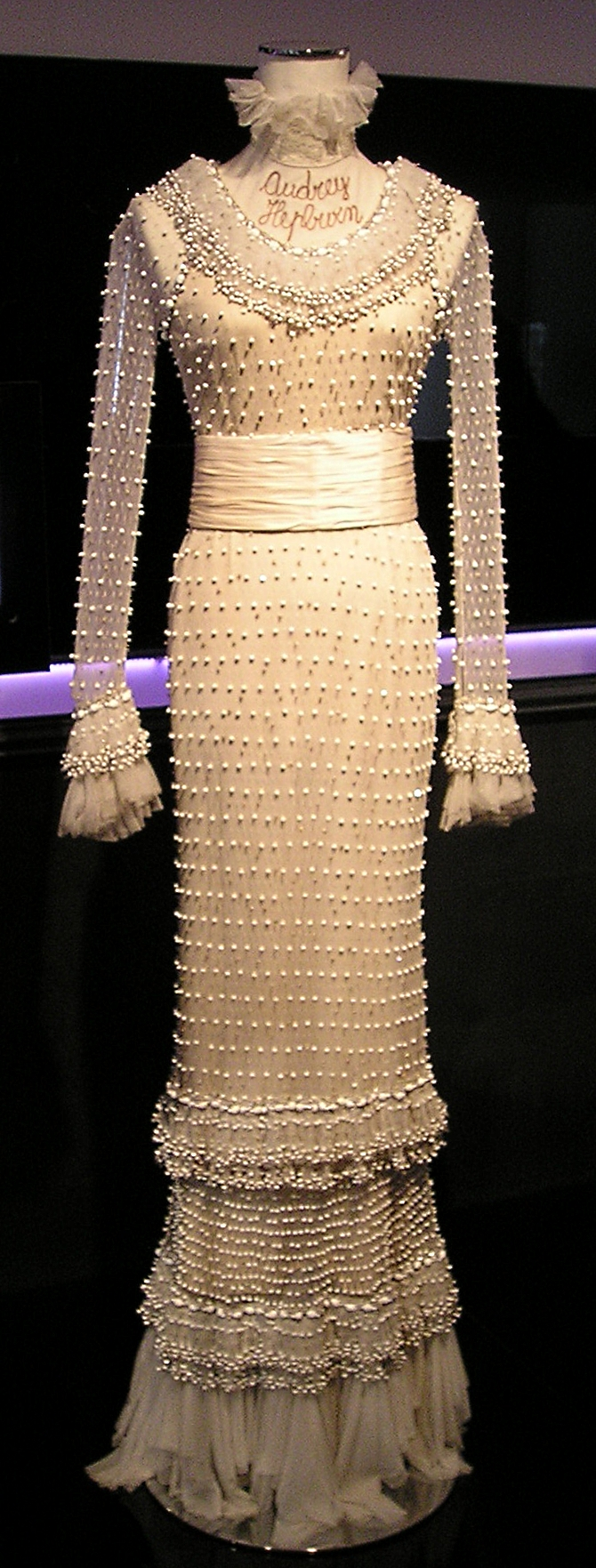
Perlen-besticktes Haute-Couture-Kleid von Valentino für Audrey Hepburn

Valentino hatte seine Kreationen zielgruppengerecht in verschiedene Marken aufgeteilt. Einige davon wurden noch von ihm selbst wieder eingestellt, andere wurden erst nach der Übernahme durch Permira beendet.
Damenmode
- Valentino Haute Couture – Haute Couture Kollektion im obersten Preissegment, vorgeführt bei den internationalen Haute Couture Modenschauen in Paris
- Valentino – Hochpreisige Prêt-à-porter-Laufsteg-Kollektion, vorgeführt bei den internationalen Prêt-à-porter Modenschauen in Paris
- Valentino Roma – Elegante Brückenkollektion (lanciert 2000)
- R.E.D. Valentino – Modisch-jugendliche Zweitlinie (lanciert 2003)
- Valentino Garavani – Handtaschen, Schuhe, Kleinlederwaren, Schmuck und Accessoires

ehemalige Modelinien:
- Valentino Jeans – Denim-Kollektion für Damen (2000 eingestellt)
- Oliver by Valentino – Preisgünstigere Diffusions-Linie für jüngere Zielgruppe (1984 lanciert, 1997 in V Zone Valentino umbenannt,  2000 eingestellt)
- und weitere

Herrenmode
- Valentino – Hochpreisige Laufstegkollektion (bis Sommer 2008 in Mailand präsentiert, dann bis Sommer 2009 in Paris im Showroom gezeigt, ab Sommer 2012 in Florenz bei der Pitti Immagine vorgeführt, seit Januar 2013 bei den Pariser Modewochen präsentiert; seit 2007 einzige Herrenmode-Linie von Valentino)
- Valentino Garavani – Schuhe, Gürtel, Taschen und Accessoires

ehemalige Modelinien:
- Valentino Couture – Luxus-Konfektionslinie für Herren im obersten Preissegment (2007 eingestellt)
- Valentino Roma – Elegante Brückenkollektion (2000 bis 2007)
- Valentino Uomo – Lizenzlinie (eingestellt)
- R.E.D. Valentino – Modisch-jugendliche Zweitlinie (2003 bis 2007)
- Valentino Jeans – Denim-Kollektion (2000 eingestellt)
- Oliver by Valentino – Preisgünstigere Diffusions-Linie für jüngere Zielgruppe (1984 lanciert, 1997 in V Zone Valentino umbenannt, 2000 eingestellt)
- und weitere